# 國民軍 (西班牙)

內戰結束後，佛朗哥對共和政府瓦解後的西班牙所改用的國旗，國號為「西班牙國」（Estado Español）

國民軍（西班牙語：Bando nacional），共和派稱之為叛軍（Bando sublevado），是指在1936年7月18日—1939年4月1日的西班牙內戰中，對西班牙第二共和国政府發動叛亂的軍隊。與國民軍對立的一方，稱作共和派。共和派稱國民軍為「煽動者」、「法西斯主義者」、「民族主義者」、「壓迫者」，而國民軍稱共和派為「赤色分子」、「布爾什維克」、「分裂主義者」。國民軍組成者主要有：民族主義者、長槍黨黨員、法西斯主義者、保王派人士（包括支持阿方索十三世派和卡洛斯派）、西班牙軍事聯盟、地主階級、反共產主義者、天主教教權派與信眾。

## 組成
西班牙國民軍起於愛國軍事將領於西班牙各地發動叛亂，號召群眾與軍隊而成的，也因此在武器裝備上程度不齊，但因為有納粹德國和義大利王國的協助，彌補了起事時裝備上的劣勢。西班牙國民軍在叛亂初僅獲得三分之一的飛機和極少數的船艦。大部分的海軍軍官被忠於政府的水手逮捕處決，奪取了指揮權；而飛機則從德義兩國獲得了性能遠超過共和軍的軍機，獲得較大的優勢。西班牙內戰中，與國民軍同一陣線的有西班牙本土的民眾、軍官、非洲殖民地的摩洛哥士兵—非洲軍團、德國的兀鷹軍團、義大利的志願軍團和空軍軍團以及來自葡萄牙、羅馬尼亞王國、愛爾蘭等地的志願者。1938年，與西班牙國民軍一起作戰者約有60萬人、600架飛機和290門火砲。

## 領導者
原先國民軍預定的領袖為何塞·桑胡尔霍，但他在1936年7月20日死於空難。而非洲軍團的指揮官—弗朗西斯科·佛朗哥則在9月21日被選為國民軍總指揮。隔年6月3日，國民軍2號人物埃米力歐·莫拉同樣死於空難。佛朗哥在內戰後成為西班牙唯一的實權者，並將參與國民軍中的所有派系全部統一至具有法西斯主義性質的長槍黨中，對西班牙採取一黨專政、獨裁統治。

### 引用
1. ↑  Othen, Christopher. Franco's International Brigades (Reportage Press, 2008) p79
2. ↑  Othen, Christopher. Op cit p102
3. ↑  Thomas, p. 619
4. ↑  Thomas, Hugh. The Spanish Civil War. Penguin Books. London. 2001. pp.95-97